# Möhlin
Möhlin is een gemeente en plaats in het Zwitserse kanton Aargau en maakt deel uit van het district Rheinfelden.

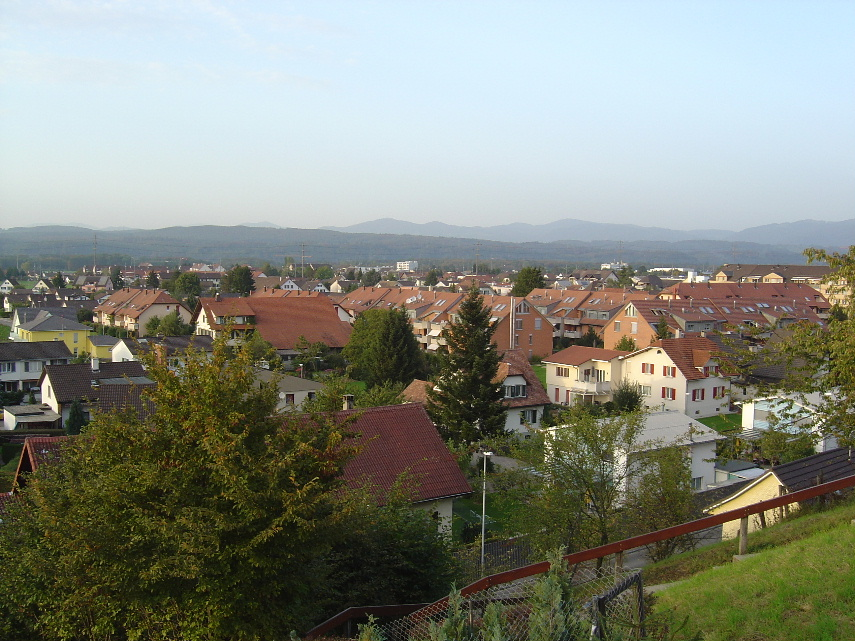
Zicht vanaf het noorden

Möhlin telt 11.062 inwoners.

## Ligging
De gemeente ligt 19 km ten oosten van Basel op een vruchtbare vlakte van Löss op het einde van het Möhlindal. De gemeente bestaat uit de kernen Obermöhlin, Untermöhlin en Riburg. Deze kernen zijn aan elkaar gegroeid en vormen een 3,5 kilometerlange bebouwing in het Möhlindal. In het Noorden wordt de gemeente begrensd door de Rijn, die tevens de Duitse grens vormt. Dit gebied wordt gekenmerkt door uitgestrekte wouden. Het hoogste punt van de gemeente, de top van de Sonnenberg, ligt 636 meter boven de zeespiegel, het laagste punt, aan de oevers van de Rijn, bevindt zich 280 meter boven de zeespiegel.
De gemeente grenst aan de volgende gemeentes : Wallbach, Zeiningen, Maisprach, Magden en Rheinfelden. In het Noorden grenst de gemeente aan de Duitse gemeentes Schwörstadt en Wehr aan de andere kant van de Rijn. Möhlin ligt 19 km van Basel en 23,5 km van Aarau.

## Sport
Möhlin was één keer etappeplaats in de wielerkoers Ronde van Frankrijk. In 1982 won de Belg Ludo Peeters er een rit.

## Geboren
- Julius Frey (1855-1925), advocaat en bankier